# Boreus tardokijanensis
Boreus tardokijanensis är en näbbsländeart som beskrevs av Plutenko 1985. Boreus tardokijanensis ingår i släktet Boreus och familjen snösländor. Inga underarter finns listade i Catalogue of Life.